# Albert Hahl

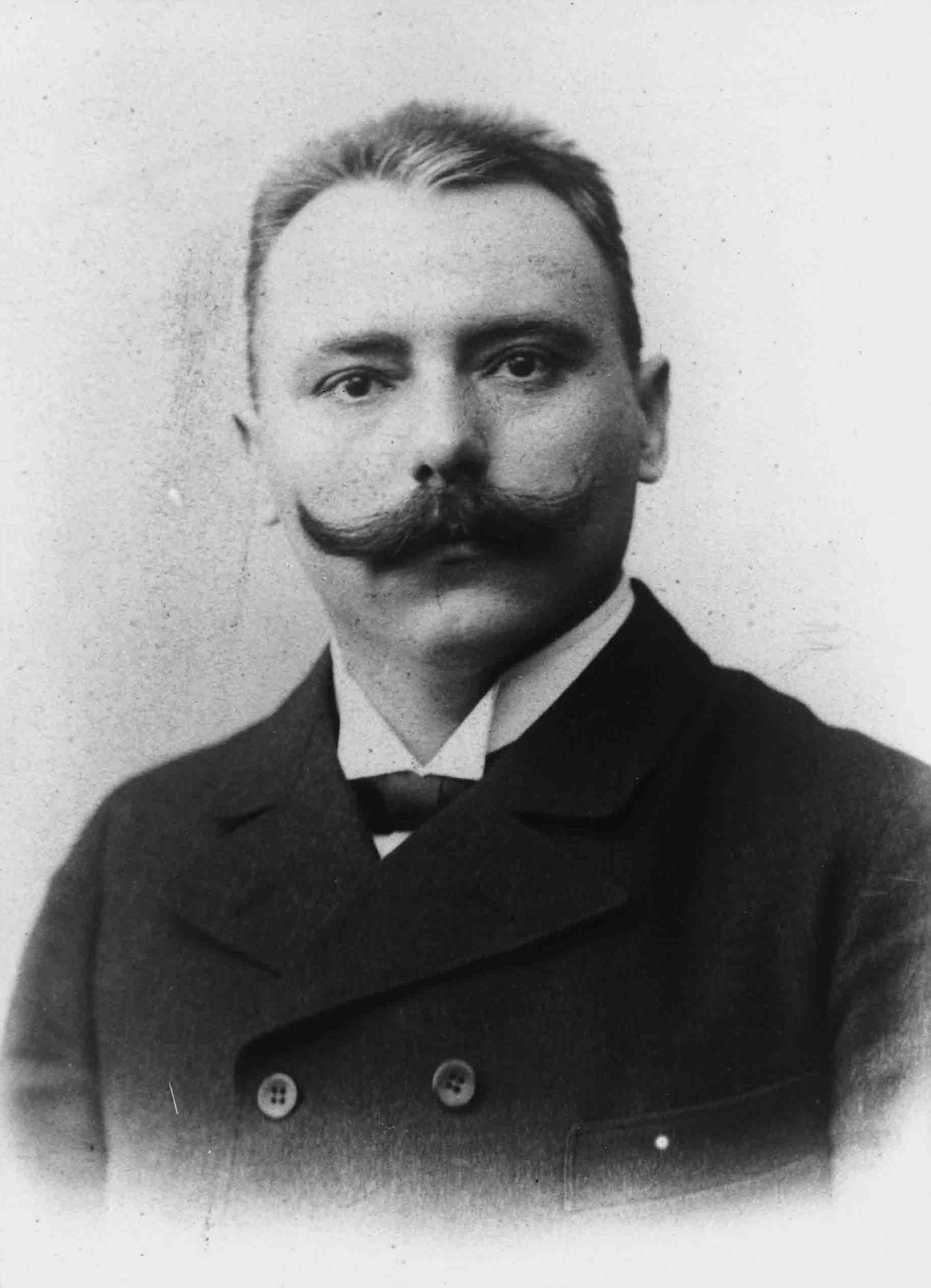
Albert Hahl (1905)

Hahl unter den Einheimischen von Ponape

Albert Hahl (* 10. September 1868 in Gern; † 25. Dezember 1945 ebenda) war ein deutscher Kolonialbeamter und Gouverneur von Deutsch-Neuguinea.

## Leben
Albert Hahl war der Sohn eines protestantischen Brauers. Nach dem Besuch des Gymnasiums in Freising studierte er ab 1887 in Würzburg Rechtswissenschaft und Volkswirtschaft. Während seines Studiums wurde er Mitglied der Akademisch-Musikalischen Verbindung Würzburg. Nach seiner Ernennung zum Regierungsassessor 1894 arbeitete er im bayrischen Innenministerium in Bayreuth. 1895 kam Hahl in die Kolonialabteilung des Auswärtigen Amtes. Von Januar 1896 bis Dezember 1898 war er kaiserlicher Richter und Beamter im Bismarck-Archipel (Herbertshöhe), sowie gleichzeitig Verwaltungsbeamter in Stephansort im damaligen „Schutzgebiet“ der Neuguinea-Kompagnie. Nach dem plötzlichen Tod von Curt von Hagen amtierte Albert Hahl vom 15. August 1897 bis 11. September 1897 als geschäftsführender kommissarischer Landeshauptmann der Neuguinea-Kompagnie. Nach kurzer Beschäftigung in der Kolonialabteilung des Auswärtigen Amts wurde er 1899 als Vizegouverneur der Ostkarolinen mit Sitz in Ponape mit der Verwaltung des mit dem Deutsch-Spanischen Vertrag 1899 neu erworbenen Inselgebiets Deutsch-Mikronesien östlich des 148. Längengrads einschließlich der Marshallinseln und Nauru betraut.
Nach dem Rücktritt Rudolf von Bennigsens versah Albert Hahl zunächst ab 10. Juli 1901 das Gouverneursamt als stellvertretender Gouverneur kommissarisch. Er kehrte im Juni 1902 wegen einer Erkrankung an Schwarzwasserfieber nach Deutschland zurück, wo er am 20. November 1902 endgültig zum Gouverneur von Deutsch-Neuguinea bestellt wurde. Er übte dieses Amt bis zum 13. April 1914 aus. Hahl beteiligte sich an der Erforschung des Landes und durchquerte 1908 in Begleitung zweier anderer Europäer zuerst Bougainville. Bereits kurz nach seiner Ankunft in Neuguinea hatte er unter dem Volk der Tolai gelebt und ihre Sprache erlernt.
Er heiratet am 1. Februar 1903 Luise Bertha Marie von Seckendorff-Aberdar, mit der er drei Kinder hatte. Während seiner Zeit als Gouverneur in Neuguinea führte Hahl eine Beziehung mit einer einheimischen Frau der Tolai, mit der er ein gemeinsames Kind hatte.

### Luluai-System
Um eine effektive und konfliktfreie Verwaltung einzuführen, ernannte Hahl indigene Ortsvorsteher („Luluai“), die die Brücke zwischen deutscher Verwaltung und den Einheimischen darstellen sollten. Den Luluai oblag die lokale Verwaltungstätigkeit. Rechtsprechungen zu Landfragen etc. fanden nur durch die kaiserlichen Richter statt. Die Luluai verdienten bis zu 300 Mark im Monat. Als Gegenleistung hatten sie Quoten von unbezahlter Arbeit zu erfüllen und die Kopfsteuer (seit 1906) einzusammeln, von der sie 10 % für sich verwenden durften. Durch diese Form der indirekten Verwaltung wurde der Einfluss traditioneller Mächte reduziert und die einheimische Bevölkerung an das koloniale Wirtschaftssystem gebunden. Das Luluai-System konnte aber wegen seiner Privilegien für Einzelne und der Außerkraftsetzung der vormaligen dörflichen Ordnung nicht ohne Konflikte betrieben werden. Bei der Etablierung halfen u. a. Herz-Jesu-Missionare, die wegen ihrer Landeskenntnisse dem Prozess der Kolonisierung dienlich sein konnten. Bei ihrer Missionierung gerieten sie aber auch in Konflikt mit Einheimischen, was unter anderem zum „Baining-Massaker“ 1904 führte, bei dem Pater Matthäus Rascher und neun weitere Missionare und Missionarschwestern ermordet wurden. Die spätere Ergänzung des Luluai-Systems durch mehrere Regierungsstationen sollte Strafexpeditionen, wie sie bei Hahls Vorgänger Rudolf von Bennigsen üblich waren, vermindern.

### Landbesitzrechte und Wirtschaftspolitik
Hahl hatte bereits 1899 dafür gesorgt, dass das Recht, Land von den lokalen Dorfgemeinschaften zu erwerben oder unbewohntes Gebiet einfach in Besitz zu nehmen, ausschließlich beim Gouvernement lag, das beim Weiterverkauf genau darauf achtete, dass keine Besitzrechte der Einheimischen verletzt wurden. Seit 1903 wurden darüber hinaus die bestehenden Besitzverhältnisse auf ihre Richtigkeit überprüft. So wurden zwischen 1903 und 1914 über 5.740 ha, die bereits in den Besitz europäischer Pflanzer übergegangen waren, wieder an die Dorfgemeinschaften zurückgegeben und insgesamt 70 unveräußerliche Reservate mit einer Gesamtgröße von 13.115 ha geschaffen. Eigentliches Konfliktpotenzial lag aber bei den riesigen Gebieten, die durch die Neuguinea-Kompagnie erworben worden waren und die nie offiziell vermessen wurden oder bewertet wurde, inwiefern die Erwerbung Einheimischenrechte beschnitten hatten.
Jedem Neuguineer musste mindestens ein Hektar Land zum Siedeln und Bebauen zur Verfügung stehen. Auf diesem Land sollte dann vornehmlich sogenannte „Cash Crops“, v. a. Kokosnusspalmen, angebaut werden. Auf diese Weise wollte Hahl erreichen, dass die Neuguineer selbst am kolonialen Wirtschaftssystem teilhaben konnten und nicht gezwungen waren, auf europäischen Plantagen zu arbeiten. 1914 kam fast die Hälfte des Kopra-Exportes aus Anbau der Einheimischen von der Gazelle-Halbinsel, während die Festland-Bevölkerung um Madang durch den Verlust ihrer Ländereien zur Arbeit auf den Plantagen der Neuguinea-Kompagnie gezwungen war.
Hahl konnte jedoch die detaillierten Bestimmungen, welche für einheimische Arbeiter hinsichtlich Lohn, Dauer der Arbeit und medizinischer Versorgung aufgestellt worden waren, sowie die Abschaffung weiblicher Zwangsarbeit gegenüber der Neuguinea-Kompagnie und anderen deutschen Plantagenbesitzern nie vollständig durchsetzen.

### Bildung und medizinische Versorgung
Unter Hahls Regierungszeit entstanden drei Regierungs- und zwei Missionshospitäler, in denen neben der Versorgung der Bevölkerung junge Einheimische eine medizinische Grundausbildung erhielten und nach einigen Monaten als medizinische Luluais in ihre Dörfer zurückkehrten.
Auch das Bildungswesen wuchs stark, und als Hahl 1914 Neuguinea verließ, gab es über 600 Grundschulen, sechs Handwerkerschulen und eine Dolmetscherschule. Die Einschulungsrate von 3,2 % war höher als in den meisten afrikanischen Kolonien.

### Pensionierung
Nach seiner Pensionierung wurde Hahl 1918 Direktor der Neuguinea-Kompagnie. Nach dem Verlust der Kolonien durch den Ersten Weltkrieg war dies ein bedeutungsloser Titel.
In der Zeit der Weimarer Republik war Hahl ein entschiedener Vertreter des Kolonial-Revisionismus. Er vertrat die Kolonialdeutschen aus der Südsee im am 30. November 1918 in Berlin gegründeten sechsköpfigen Rat der Kolonialdeutschen. Außerdem wurde er am 11. Dezember 1918 Vorsitzender des ebenfalls in Berlin gegründeten Ausschusses der Kolonialdeutschen. Dieser war einige Zeit zuvor auf Initiative Alfred Etscheits, des früheren Syndikus des Verbandes der Kamerun- und Togo-Pflanzungen, gegründet worden.  Hahl war seit Gründung der Kolonialen Reichsarbeitsgemeinschaft (Korag) im September 1922 Mitglied des dreiköpfigen Vorstandes und vertrat dort den Reichsverband der Kolonialdeutschen und Kolonialinteressierten. Nach dem Austritt des Reichsverbandes aus der Korag im Mai 1927 trat Albert Hahl von diesem Amt zurück. In der Zeit des Nationalsozialismus unterhielt Hahl Kontakt zum Solf-Kreis, der sich um die Witwe des ehemaligen Gouverneurs von Deutsch-Samoa, Wilhelm Solf, gebildet hatte und dem Widerstand gegen den Nationalsozialismus zuzuordnen ist. Der NSDAP schloss sich Hahl nicht an. Er war allerdings Referent für Südseefragen im Kolonialpolitischen Amt der NSDAP.

## Schriften
- Deutsch-Neuguinea, Berlin 1936.
- Gouverneursjahre in Neuguinea. Berlin 1937.
  - Governor in New Guinea. Herausgegeben und übersetzt von Dymphna Clark. Australian National University Press, Canberra 1981, ISBN 0-7081-1820-8.

## Literarisierung
- Christian Kracht: Imperium. Kiepenheuer & Witsch, Köln 2012, ISBN 978-3-462-04131-6.